# Pensus gilae
Pensus gilae is een keversoort uit de familie spitshalskevers (Silvanidae). De wetenschappelijke naam van de soort werd in 1884 gepubliceerd door Thomas Lincoln Casey.